# Diagonal (Iowa)
Diagonal is een plaats (city) in de Amerikaanse staat Iowa, en valt bestuurlijk gezien onder Ringgold County.

## Demografie
Bij de volkstelling in 2000 werd het aantal inwoners vastgesteld op 312. In 2006 is het aantal inwoners door het United States Census Bureau geschat op 299, een daling van 13 (-4,2%).

## Geografie
Volgens het United States Census Bureau beslaat de plaats een oppervlakte van 2,4 km², geheel bestaande uit land. Diagonal ligt op ongeveer 345 m boven zeeniveau.

## Plaatsen in de nabije omgeving
De onderstaande figuur toont nabijgelegen plaatsen in een straal van 16 km rond Diagonal.